# Copris moffartsi
Copris moffartsi är en skalbaggsart som beskrevs av Gillet 1907. Copris moffartsi ingår i släktet Copris och familjen bladhorningar. Inga underarter finns listade i Catalogue of Life.